# Административное деление Веймарской республики
Административное деление Веймарской республики — административное и территориальное деление Германии в Веймарский период.
Германия в Веймарский период являлась децентрализованным унитарным (регионалистским) государством, состоящим из крупных административно-территориальных единиц именовавшихся «землями» (официальное — «немецкие земли» (deutsche länder), «земли Германской империи» (Länder des Deutschen Reiches)), каждая из которых имела свои конституции, выборные законодательные органы (ландтаги), правительства, судебные органы, которые пользовались определенной автономией в вопросах внутренней организации и местного самоуправления при широких полномочиях во всех основных сферах государственного управления и законодательства имперских органов.
На момент принятия конституции 1919 года, установившей республиканскую форму правления, на территории бывшей Германской империи, насчитывалось 24 штата, ставших землями, число которых сократилось в последующие несколько лет — некоторые из них были упразднены и вошли в состав более крупных; другие объединились, образовав новое государство в составе рейха. К 1 мая 1920 года семь тюрингских земель объединились в единое Свободное государство Тюрингия, а в 1929 году Свободное государство Вальдек вошло в состав Свободного государства Пруссия.

## Список земель
| |              |      |           |            |
| Земля: её раннее и последующее название | Расположение | Флаг | Герб      | Столица    |
| Свободное государство Анхальт до 1918 — Герцогство Ангальт после 1947 — часть земли Саксония-Ангальт                                                                                       |              |      |           | Дессау     |
| Республика Баден до 1918 — Великое герцогство Баден после 1945 — земли Вюртемберг-Баден и Южный Баден после 1952 — часть земли Баден-Вюртемберг                                            |              |      |           | Карлсруэ   |
| Свободное государство Бавария до 1918 — Королевство Бавария |              |      |           | Мюнхен     |
| Свободное государство Брауншвейг до 1918 — Герцогство Брауншвейг после 1946 — часть земли Нижняя Саксония                                                                                  |              |      |           | Брауншвейг |
| Свободный ганзейский город Бремен |              |      |           | Бремен     |
| Свободное государство Вальдек до 1918 — Графство Вальдек с 1929 — часть провинции Гессен-Нассау Пруссии после 1945 — часть земли Гессен                                                    |              |      |           | Арользен   |
| Народное государство Вюртемберг до 1918 — Королевство Вюртемберг после 1945 — земли Вюртемберг-Баден и Вюртемберг-Гогенцоллерн после 1952 — часть земли Баден-Вюртемберг                   |              |      |           | Штутгарт   |
| Свободный ганзейский город Гамбург |              |      |           | Гамбург    |
| '''Народное государство Гессен''' до 1918 — Великое герцогство Гессен после 1945 — часть земель Гессен и Рейнланд-Пфальц                                                                   |              |      |           | Дармштадт  |
| '''Свободное государство Кобург''' до 1918 — Герцогство Саксен-Кобург с 1920 — часть Баварии                                                                                               | -            |      |           | Кобург     |
| Свободное государство Липпе до 1918 — Княжество Липпе после 1947 — район Липпе в земле Северный Рейн-Вестфалия                                                                             |              |      |           | Детмольд   |
| Вольный и ганзейский город Любек с 1937 — входит в провинцию Шлезвиг-Гольштейн в Пруссии после 1945 — входит в землю Шлезвиг-Гольштейн                                                     |              |      |           | Любек      |
| Свободное государство Мекленбург-Шверин до 1918 — Великое герцогство Мекленбург-Шверин 1934 — объединено в Государство Мекленбург после 1945 — часть земли Мекленбург-Передняя Померания   |              |      | rahmenlos | Шверин     |
| Свободное государство Мекленбург-Штрелиц до 1918 — Великое герцогство Мекленбург-Штрелиц 1934 — объединено в Государство Мекленбург после 1945 — часть земли Мекленбург-Передняя Померания |              |      | rahmenlos | Нойштрелиц |
| Свободное государство Ольденбург до 1918 — Великое герцогство Ольденбург после 1945 — земля Ольденбург после 1946 — часть земли Нижняя Саксония                                            |              |      |           | Ольденбург |
| Свободное государство Пруссия до 1918 — Королевство Пруссия после 1945 — ликвидировано и разделено на вновь созданные земли                                                                |              |      |           | Берлин     |
| Свободное государство Саксония до 1918 — Королевство Саксония |              |      |           | Дрезден    |
| Свободное государство Шаумбург-Липпе до 1918 — Княжество Шаумбург-Липпе после 1946 — часть земли Нижняя Саксония                                                                           |              |      |           | Бюккебург  |
| Свободное государство Тюрингия до 1918 — семь тюрингских герцогств до 1920 — семь свободных тюрингских государств с 1993 — Свободное государство Тюрингия                                  |              |      |           | Веймар     |
| Германское государство (Веймарская республика) |              |      |           | Берлин     |

## Полномочия земель
Империя могла принимать законы по очень широкому кругу вопросов, а именно:
- гражданское и уголовное право;
- судопроизводства;
- благотворительность;
- политика народонаселения, попечение о материнстве, младенчестве, детстве и юности;
- здравоохранение, ветеринарное дело и защита растений от болезней и вредителей;
- трудовое право;
- торговля, система мер и весов, выпуск бумажных денег, банковское дело, а также биржевое дело;
- промышленность и горное дело;
- страховое дело;
- мореплавание, рыбная ловля в открытом море и береговых водах;
- железные дороги, внутреннее судоходство, автомобильный, водный и воздушный транспорт;
- театральное и кинематографическое дело;
- налоги;
- охраны общественного порядка и безопасности;
- школьное дело.

Исключительному ведению империю подлежали:
- внешние сношения;
- колониальное дело;
- вопросы гражданства;
- оборона;
- монетное дело;
- вопросы таможни;
- вопросы почты и телекоммуникаций

Имперское правительство имело право направлять уполномоченных в исполнительные органы земель для надзора за исполнением имперских законов.
Имперское право имело приоритет над земельным. В случае, если земельный закон нарушал общеимперское законодательство, правительственные учреждения земли или империи могли запросить решение одного из высших судов империи. В случае, если одна из земель нарушала имперские законы или конституцию, Рейхспрезидент мог потребовать исполнения этих обязанностей с помощью вооруженной силы. Аналогично, если в пределах государства серьезно нарушались порядок и общественная безопасность, либо в случае серьезной угрозы порядку и общественной безопасности, имперское правительство могло полностью или частично приостанавливать гарантии основных прав, данные конституцией на основе ст. 48 конституции Рейха.
В случае если ландтаг и правительство земли не выполняет обязанностей, возложенных на них Имперской конституцией или имперскими законами Имперский президент мог ввести в данной земле прямое президентское правление.